# David Van Dyke
David Van Dyke (ur. 15 kwietnia 1970) – amerykański koszykarz występujący na pozycji środkowego.
Podczas rozgrywek play-off 1998/99 ustanowił rekord PLK, blokując 5 rzutów w trakcie spotkania z Bobrami Bytom, następnie jeszcze w tej samej serii wyrównał go. Rezultat ten został poprawiony pięć lat później przez Vincenta Jonesa.

## Osiągnięcia
NCAA
- Uczestnik turnieju NCAA (1989, 1990, 1992)
- Mistrz:
  - turnieju konferencji (1989, 1990)
  - sezonu regularnego konferencji (1992)

Drużynowe
- Wicemistrz Polski (1999)

Indywidualne
- Lider[2]:
  - w blokach:
    - PLK (1999)
    - NBL (1996)

  - PLK w przechwytach (1999)